# Cadaba kirkii
Cadaba kirkii är en kaprisväxtart som beskrevs av Oliver. Cadaba kirkii ingår i släktet Cadaba och familjen kaprisväxter. Inga underarter finns listade i Catalogue of Life.